# Savi agli Ordini
I Savi agli Ordini o Savi ai Ordini erano alti magistrati della Repubblica di Venezia incaricati della supervisione sulle grandi questioni marittime, incluso il commercio, la marina veneziana e le colonie sovrane della Repubblica ( Stato da Màr).

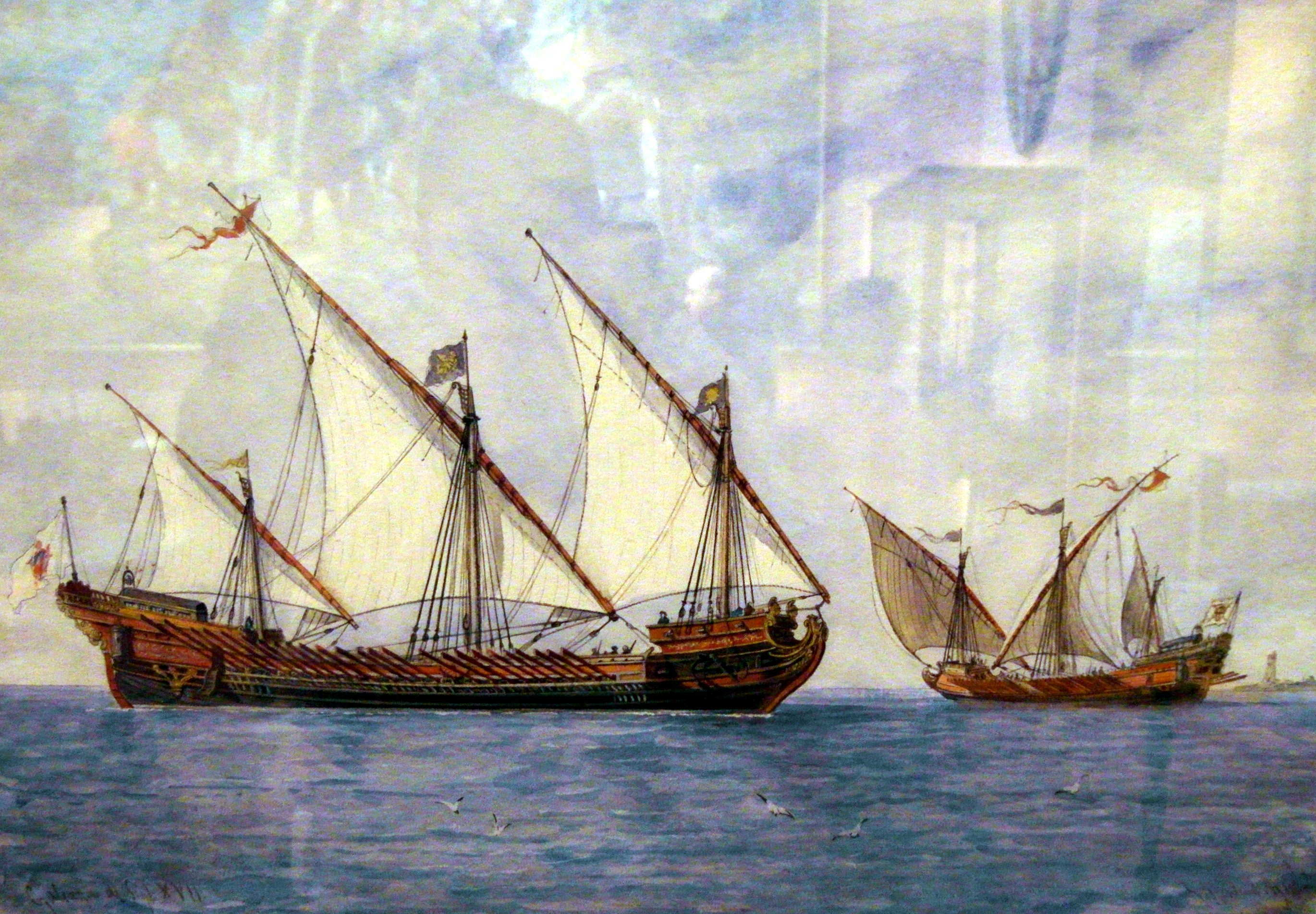
Galeazza Veneziana nel XVI secolo

I cinque Savi agli Ordini furono la prima commissione di esperti istituita per agevolare il dominio sui mari della Repubblica Veneta. Avevano anche il compito di redigere le proposte di legge da presentare al Senato veneziano, il Consiglio dei Quaranta, o il Maggior Consiglio.
Insieme alle altre commissioni di savi istituite nel XIV o XV secolo essi componevano il Pien Collegio.
Inizialmente venivano eletti a novembre per un periodo di un mese con lo scopo di delineare le linee guida della politica commerciale, sulle dimensioni e la destinazione delle mude che salpavano ogni primavera, la politica navale in particolare l'allestimento della "flotta di guardia", destinata alle operazioni in il mare Adriatico, in mare Egeo e nel Mediterraneo Orientale.
Nel 1330 I Savi agli ordini divennero un appuntamento fisso del governo veneziano e il loro mandato fu esteso a un intero anno.
Nel XV secolo, assieme ad altre magistrature superiori di Venezia furono poste delle restrizioni sull'elezione alla carica: i membri dovevano venire nominati dal Senato, il mandato durava sei mesi, a partire dal 1º aprile o 1º ottobre, e non si poteva venire rieletti nello stesso ufficio per ulteriori sei mesi. Successivamente le disposizioni vennero limitate solo a questioni marittime. Nel tempo tale collegio divenne una sorta di palestra dove i nobili più giovani potevano fare esperienza. I membri del collegio si sedevano in un posto più basso nella sala in cui si tenevano le sessioni del Pien Collegio. Inoltre quando entrava il Consiglio dei Dieci i savi dovevano abbandonare la sala. 

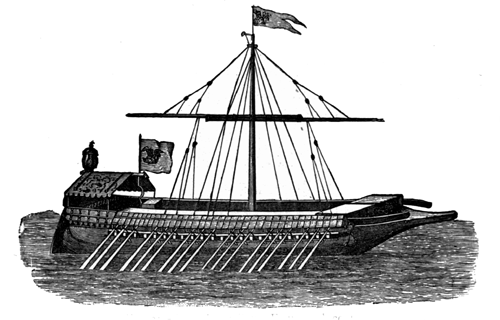
Galea Veneziana nel XIV secolo

L'importanza dei savi agli ordini perse di importanza successivamente alla disastrosa Seconda Guerra Ottomana-Veneziana nel 1503.